# EMC Corporation
EMC Corporation è stata un'azienda che produceva infrastrutture per l'information technology, per lo storage, la business intelligence e la virtualizzazione. Ha sede a Hopkinton, nel Massachusetts, negli Stati Uniti.  EMC faceva parte dell'indice S&P 500 e occupava la posizione 152 nella classifica Fortune 500.

## Storia
L'azienda fu fondata nel 1979 dall'ex dirigente di Intel Dick Egan e Roger Marino. EMC nel 1981 introdusse le prime schede di memoria a 64-kilobyte per la Prime Computer, e proseguì con lo sviluppo di schede di memoria per altri tipi di computer.
Nella metà degli anni ottanta la società ha lavorato all'ampliamento della memoria per altri tipi di archiviazione di dati informatici e per le piattaforme di storage di rete.
Nel 1990 EMC ha varato il suo prodotto principale, Symmetrix. EMC Symmetrix è stato sviluppato da un team guidato da Moshe Yanai. Questo prodotto è la ragione principale per la rapida crescita di EMC nel 1990, sia in termini di dimensioni che di valore, da una società valutata centinaia di milioni di dollari ad un'azienda multimiliardaria.
Moshe Yanai ha gestito lo sviluppo di Symmetrix dalla fase iniziale del prodotto (fine del 1980) fino al 2001, poco prima di lasciare EMC. Il team di sviluppo Symmetrix è cresciuto da diverse persone a migliaia di addetti.
EMC rimane il più grande fornitore di piattaforme di storage di dati in tutto il mondo, in competizione con IBM, NetApp, Hewlett-Packard e Hitachi Data Systems.
Consulenza e Servizi IT sono stati una fonte sempre più importante di entrate.
Joseph Tucci (amministratore delegato dal 2001) nel 2009 è stato pagato oltre 9 milioni di dollari.
Nel luglio 2006, EMC ha aperto un ufficio di ricerca e sviluppo a Shanghai, in Cina, per sfruttare il fiorente bacino del lavoro cinese e favorire un'ulteriore espansione nello stesso mercato.
Il 7 giugno 2007, EMC ha annunciato che avrebbe investito 160 milioni di dollari di Singapore per istituire un nuovo laboratorio di sviluppo di 15 000 piedi quadrati (1.400 metri quadrati) e che le attività sarebbero iniziate entro l'anno.
Una serie di acquisizioni e partnership hanno aiutato EMC a crescere e diventare il più grande fornitore di piattaforme di storage di dati in tutto il mondo.
Il 12 novembre 2007, EMC ha collaborato con NetQoS per fornire la prima infrastruttura integrata di discovery e di monitoraggio delle prestazioni.
Il 12 ottobre 2015 è stata annunciata l'acquisizione dell'azienda da parte della Dell per la cifra di 67 miliardi di dollari. A seguito di tale operazione EMC è confluita in Dell Technologies.

## Acquisizioni
- VMware Inc.
- Iomega